# Puss/Oh, the Guilt
Puss/Oh, the Guilt es un álbum split lanzado en conjunto por las bandas de rock The Jesus Lizard y Nirvana. Fue lanzado en febrero de 1993, e incluye las canciones Puss de The Jesus Lizard y Oh, the Guilt, de Nirvana.
Puss/Oh, The Guilt logró llegar al puesto 12 en la lista de canciones en el Reino Unido, aunque salió una semana después del lanzamiento. Fue el primer éxito de Jesus Lizard en el Reino Unido UK, y el quinto de Nirvana).
Puss apareció por primera vez en el álbum de 1992 Liar. Fue grabado por Steve Albini (quien produciría el álbum de Nirvana In Utero).
Oh, the Guilt fue grabada por Barrett Jones el 7 de abril de 1992 en Seattle, Washington. Fue relanzado en 2004 en el box set With the Lights Out, y en la compilación de 2005 Sliver - The Best of the Box, la canción presenta rasgos del Post hardcore y del Hardcore punk/Heavy siendo un semi-crossover con el Grunge. Estas versiones omiten sonidos de encendedores presentes en la mezcla original.
La portada de Puss/Oh, the Guilt es una pintura de Malcolm Bucknall llamada Old Indian and White Poodle.

## Posiciones en listas
| Año  | Sencillo             | Lista                                        | Posición |
| ---- | -------------------- | -------------------------------------------- | -------- |
| 1993 | "Puss/Oh, the Guilt" | Lista oficial de sencillos en el Reino Unido | N.º 12   |